# خوسيه أغويلار
خوسيه أغويلار (19 ديسمبر 1959 – 4 أبريل 2014) هو ملاكم كوبي راحل، مثّل بلاده في الألعاب الأولمبية الصيفية 1980 وحقق الميدالية البرونزية في فئة وزن الوالتر الخفيف.

## روابط خارجية
خوسيه أغويلار على موقع أوليمبيديا (الإنجليزية)